# Combretum marchettii
Combretum marchettii är en tvåhjärtbladig växtart som beskrevs av Emilio Chiovenda. Combretum marchettii ingår i släktet Combretum och familjen Combretaceae. Inga underarter finns listade i Catalogue of Life.